# 餡餅

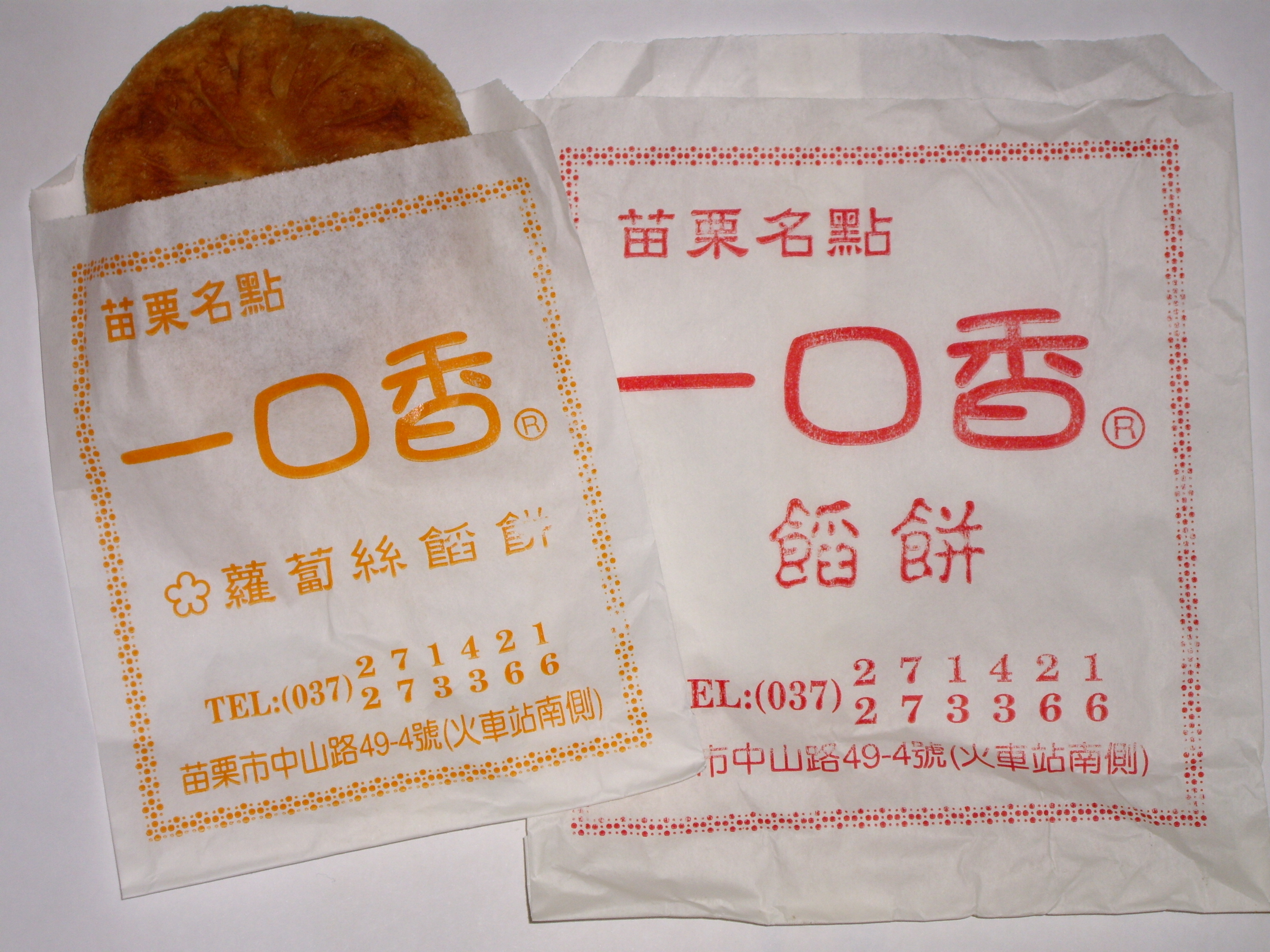
苗栗市で売られている餡餅

餡餅（シェンービン、シャーピン、シャービン、拼音:Xiànbǐng）は中国料理の一つ。肉と野菜の餡を小麦粉で出来た生地で包み平たく伸ばし油で焼いた餅。日本においては縁日の屋台で登場する。

## 概要
縁日の屋台では新しい部類とされ、1996年（平成8年）に巣鴨のモンゴル料理店シリンゴルが、新宿の祭りで販売したのが最初とされている。なお過去には、1992年2月25日放送のTBS系列「そこが知りたい通勤伊勢崎線途中下車の旅」においても紹介されていた。中国では家庭料理で粥と一緒に食べたりおやつに食べる。日本では食用油をひいた鉄板等で焼いた物が一般的だが、中国では蒸籠などで蒸したもの存在する。